# Stephan Knobloch
Stephan Knobloch ist ein Brigadegeneral der Luftwaffe der Bundeswehr und Abteilungsleiter 4 (Unterstützung) des Kommandos Luftwaffe in Berlin.

## Leben
Knobloch wurde am 26. Juni 2012 Kommandeur des Waffensytemunterstützungszentrums 2 in Diepholz.
Anschließend wurde er zum 1. Oktober 2014 Referatsleiter im Luftfahrtamt der Bundeswehr in Köln. Seit mindestens März 2024 ist er Abteilungsleiter 4 (Unterstützung) im Kommando Luftwaffe in Berlin.